# Vekerdi József
Vekerdi József  (Debrecen, 1927. augusztus 7. – Budapest, 2015. szeptember 28.) Széchenyi-díjas magyar nyelvész. A nyelvtudományok kandidátusa (1955), a nyelvtudományok doktora (1979). Édesapja Vekerdi Béla pedagógus, testvére Vekerdi László (1924–2009) orvos, író.

## Élete
Szülei: Vekerdi Béla (1882–1970) és Király Ilona (1892–1977) iskolaigazgató pedagógusok voltak. Az utolsó nagy nemzedékhez tartozó Eötvös-kollégistaként latin–görög–orosz szakon végzett az Eötvös Loránd Tudományegyetemen 1945–1950 között. 1950–1956 között az ELTE orosz tanszékén adjunktus volt. Az 1956-os forradalom után három évet ült börtönben 1957–1959 között. 1960–1963 között a Chinoin segédmunkása volt. 1963-tól több mint 30 éven át az Országos Széchényi Könyvtárban dolgozott fölöspéldányokkal, 1973–1995 között a csereosztály vezetője lett. 1992–1993 között az Eötvös Collegium igazgatója volt. 2009-ben az Eötvös Collegium újonnan alapított orientalisztika műhelyének tiszteletbeli elnöke, majd halála után annak névadója lett. 
A romológia (ciganisztika) egyik első magyarországi művelője. Számos ókori szanszkrit szöveget fordított le magyarra. 2002-ben a magyarországi cigány szubkultúra, valamint a szanszkrit nyelv és irodalom kutatásában, fordításában és közkinccsé tételében végzett egyedülálló munkásságáért Széchenyi-díjat kapott.

## Művei
- Tegyey Imre–Vekerdy József: Bevezetés az indoeurópai nyelvtudományba; Tankönyvkiadó, Bp., 1965
- Tegyey Imre–Vekerdy József: A latin nyelv története; Tankönyvkiadó, Bp., 1968
- A cigány népmese; Akadémiai, Bp., 1974 (Kőrösi Csoma kiskönyvtár)
- Vekerdi József–Mészáros György: A magyarországi oláh cigány nyelvjárás mondattana; Magyar Nyelvtudományi Társaság, Bp., 1974 (A Magyar Nyelvtudományi Társaság kiadványai)
- Vekerdi József–Mészáros György: A cigányság a felemelkedés útján; HNOT, Bp., 1978
- Várnagy Elemér–Vekerdi József: A cigány gyermekek nevelésének és oktatásának problémái; Tankönyvkiadó, Bp., 1979
- Cigány népballadák és keservesek; gyűjt. Csenki Imre, Csenki Sándor, ford. Csenki Sándor, Tandori Dezső, vál., jegyz. Vekerdi József, bev. Csenki Imre; Európa, Bp., 1980
- A magyarországi cigány kutatások története; KLTE, Debrecen, 1982 (Folklór és etnográfia)
- A magyarországi cigány nyelvjárások szótára / Dictionary of gipsy dialects in Hungary; MTA Nyelvtudományi Intézete, Bp., 1983
- Cigány nyelvjárási népmesék / Gipsy dialect tales from Hungary; szerk. Vekerdi József; KLTE, Debrecen, 1985
- Jászárokszállási cigány népmesék; gyűjt., bev. Faragó Jánosné, jegyz. Kovács Ágnes, Vekerdi József; MTA Néprajzi Kutatócsoport, Bp., 1985 (Ciganisztikai tanulmányok)
- Magyarországi cigány nyelvjárások szótára; 2. jav. kiad.; Terebess, Bp., 2001
- Nagy Olga–Vekerdi József: A gömböcfiú. Erdélyi cigány mesék; Terebess, Bp., 2002

## Műfordításai
- Lermontov válogatott versei; szerk., életrajz, jegyz. Vekerdi József, ford. Lator László; Móra, Bp., 1961 (A világirodalom gyöngyszemei)
- Kálidásza válogatott művei; nyersford., bev., jegyz. Vekerdi József, ford. Rab Zsuzsa et al.; Európa, Bp., 1961 (A világirodalom klasszikusai)
- Szávitri. Az asszonyi hűség dicsérete. Négy ókori ind rege. A Mahábhárata és Rámájana époszból; vál., prózaford., jegyz. Vekerdi József, műford. Jánosy István; Magyar Helikon, Bp., 1962
- A Hulladémon huszonöt meséje. Szanszkrit tündérmesék; ford., utószó, jegyz. Vekerdi József; Európa, Bp., 1963 (Népek meséi)
- Mahábhárata; vál., utószó, jegyz. Vekerdi József, nyersford. Tóth Edit, ford. Szerdahelyi István; Európa, Bp., 1965
- Szómadéva: Mesefolyamok óceánja. Szanszkrit mesék; vál., ford., utószó, jegyz. Vekerdi József; Európa, Bp., 1974 (Népek meséi)
- Csenki Sándor: A cigány meg a sárkány. Püspökladányi cigány mesék; ford. Mészáros György, Vekerdi József, utószó, jegyz. Vekerdi József; Európa, Bp., 1974 (Népek meséi)
- Ilona Tausendschön. Zigeunermärchen und -schwänke aus Ungarn (A cigány meg a sárkány); gyűjt. Csenki Sándor, vál. Vekerdi József, németre ford. Henriette Schade-Engl; Corvina, Bp., 1980
- Dzsajadéva: Gíta Govinda / Pásztorének; nyersford. Vekerdi József, ford. Weöres Sándor; Magvető, Bp., 1982
- Mesefolyamok óceánja. Válogatás a szanszkrit elbeszélésirodalomból. 1-2.; vál., utószó, jegyz. Vekerdi József, ford. Jánosy István, Nagy László et al.; Európa, Bp., 1982 (A világirodalom klasszikusai)
- Nami király megtérése. Dzsaina legendák és miniatúrák az Uttaradzsdzshajana-szuttából; ford., jegyz. Vekerdi József; Helikon, Bp., 1984 (Prométheusz könyvek)
- A Magasztos szózata / Bhagavad-gítá; prózaford., utószó, jegyz. Vekerdi József, műford. Lakatos István; Európa, Bp., 1987
- Titkos tanítások. Válogatás az Upanisadokból; vál., ford., utószó, jegyz. Vekerdi József; Helikon, Bp., 1987 (Prométheusz könyvek)
- Szanszkrit líra; vál., nyersford., jegyz. Vekerdi József, műford Lakatos István et al.; Európa, Bp., 1988 (Lyra mundi)
- Buddha beszédei; vál., ford., jegyz., utószó Vekerdi József; Helikon, Bp., 1989
- Bhagavad-gítá; prózaford., utószó, jegyz. Vekerdi József; Terebess, Bp., 1997
- Ramajana; ford., utószó, jegyz. Vekerdi József; Terebess, Bp., 1997
- Vétála-pancsavinsatiká. Szanszkrit mesék; ill. Šwierkiewicz Róbert; Vác–Bp., Nalors–GMN Repro, 1997
- Vágyzuhatag; Amaru és Bhartrihari szanszkrit verseiből vál., szerk., utószó Vekerdi József, ford. Faludy György et al.; Terebess, Bp., 1997
- Dzsátakák. Buddhista születésregék; vál., ford., jegyz., utószó Vekerdi József; Terebess, Bp., 1998
- Dhammapada / A Tan ösvénye; ford. Vekerdi József; Terebess, Bp., 1999
- Ráma herceg és Szítá hercegnő széplegendája. Ókori indiai legenda képekben. Hummel Rozália képfestő művész feldolgozásában; Égi áldás ford. Vekerdi József; AduPrint, Bp., 1999
- Asvaghósa: Buddha élete; ford. Vekerdi József; Terebess, Bp., 1999
- Marcus Tullius Cicero: Tusculumi eszmecsere; ford. Vekerdi József; Allprint, Bp., 2004
- Marcus Tullius Ciceró: A legfőbb jóról és rosszról; ford. Vekerdi József, bev., jegyz. Némethy Géza; Kairosz, Bp., 2007
- Puránák. A hindu legendairodalom gyöngyszemei; ford. Vekerdi József, vál., jegyz. Makai Melinda, Pap Ágnes, szerk. Puskás Ildikó; Corvina, Bp., 2008 (Keleti források)
- Upanisadok; vál., ford., utószó, jegyz. Vekerdi József; Státus, Csíkszereda, 2008 (India kincsei)
- Kálvin János: János evangéliuma magyarázata. 1-2.; ford. Vekerdi József; Kálvin, Bp., 2011 (Református egyházi könyvtár)